# 悪の華 (BUCK-TICKのアルバム)
『悪の華』（あくのはな）は、日本のロックバンドであるBUCK-TICKの5枚目のオリジナル・アルバム。
1990年2月1日にビクター音楽産業のInvitationよりリリースされた。前作『TABOO』（1989年）よりおよそ1年ぶりとなる作品であり、作詞は櫻井敦司および今井寿以外にも星野英彦、ヤガミトールが担当しており、作曲は今井と星野によって行われている。
今井がLSD使用による麻薬取締法違反容疑で逮捕された事により、半年間の活動休止を余儀なくされたBUCK-TICKによる復帰作。レコーディングはセルフ・プロデュースによって行われ、前作のダークな世界観を踏襲しながらもよりメロディラインを意識した曲で構成されている。
先行シングルとしてリリースされ、初登場1位を獲得した「悪の華」が収録されたほか、同年4月1日には本作全収録曲のミュージック・ビデオを収録した同名のビデオもリリースされており、後にボックス・セット『PICTURE PRODUCT』（2002年）に全内容が収録された。
本作はオリコンチャートにて初登場1位を獲得、売り上げ枚数は43.5万枚となりBUCK-TICKとしては最も売り上げの高いアルバムとなったほか、本作によって確立されたBUCK-TICKのバンドイメージは後のヴィジュアル系に多大な影響を与えることとなった。後に全曲ともにリミックスされたCDと共にミュージック・ビデオを収録したBlu-ray DiscおよびDVD、オリジナル盤のLPなどが収録されたボックス・セット『惡の華 -Completeworks-』（2015年）がリリースされた。

## 背景

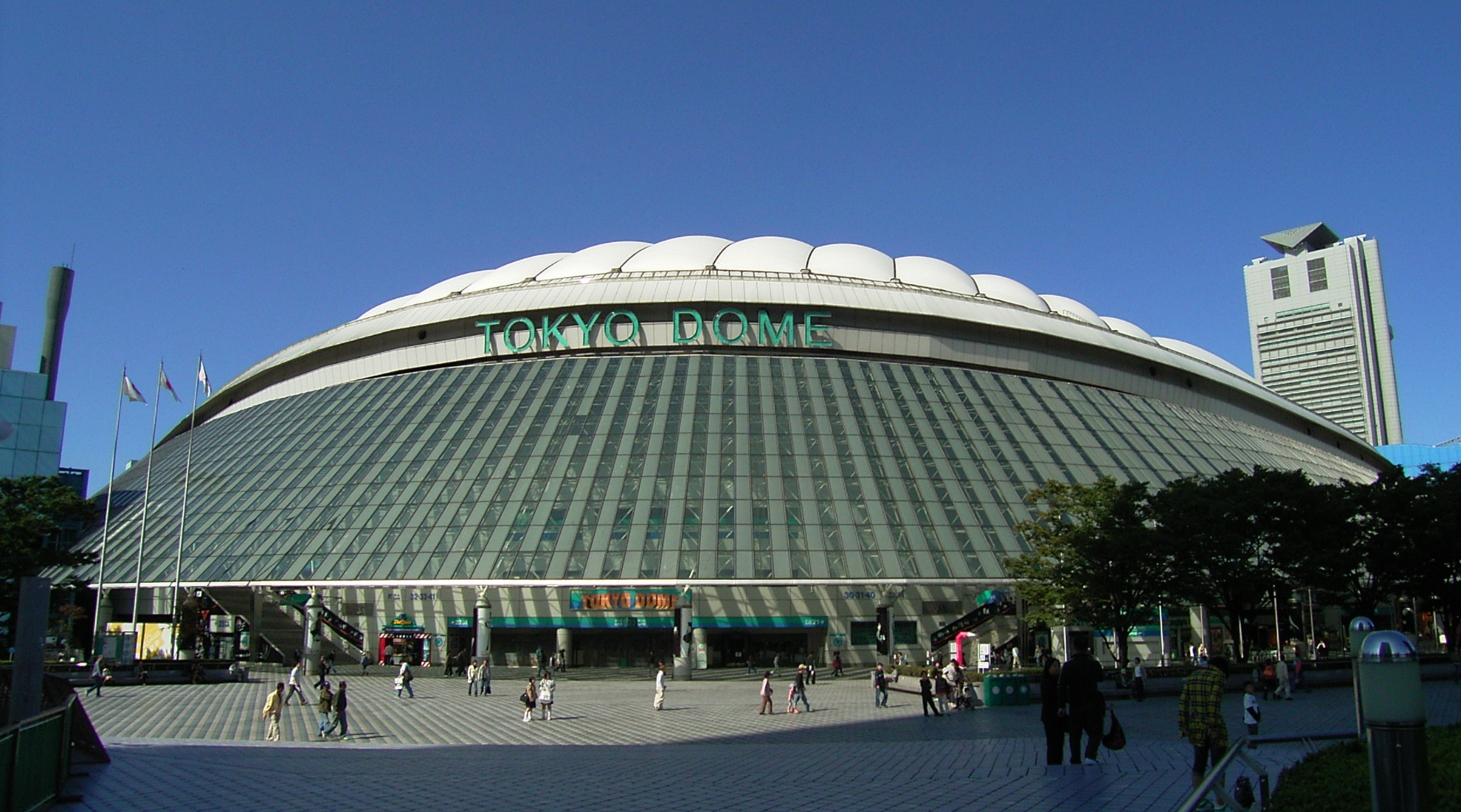
復活コンサートが行われた東京ドーム

前作『TABOO』（1989年）リリース後、BUCK-TICKは「TABOO TOUR」と題したコンサートツアーを同年3月22日の立川市市民会館公演から4月20日の高知県立県民文化ホール公演まで、13都市全13公演を実施した。その後もツアーは継続して行われる予定であったが、高知県立県民文化ホール公演終了後の4月21日に、羽田空港に到着した際にLSD使用による麻薬取締法違反容疑で今井は逮捕されることとなった。この件を受け、本来であれば5月31日に群馬音楽センターにて最終公演が行われる予定であった同ツアーは、残り19本の公演すべてが中止となった。また、今井以外のメンバーは全員半年間の活動自粛となった。
同年7月17日には今井からファンに向けてのメッセージが公表され、ビクター音楽産業の5階会議室にて急遽メンバーへのインタビューが行われた。今井が逮捕された当初、メンバーは同じく空港内にいたが罪状が分からず、警察側も公表しなかったため各自が自宅でニュース番組を通じて知ることになったという。今井には後に懲役6ケ月執行猶予3年という判決が下された。メンバーは全員行動を共にしていたが薬物使用については関知しておらず、ニュース報道などで大きく取り上げられたことから自らの影響力の大きさを痛感することとなった。当初は今井以外の4人で活動するという案も検討され、一部では「X-BEAT」というバンド名で活動再開する噂が流布されたが、ヤガミは今井を除外するくらいであれば今井も含めてインディーズでの活動も検討していたと述べている。メンバーはこの件を受けて世間体を気にするあまり、自由に外出が出来ないことなど行動制限が発生したことが最も辛いことであったと述べている。逮捕された当初、今井は「（自分が）捕まっても別に誰も騒がないんじゃないかな」と考えていたが、刑事から見せられた数々の週刊誌に記載された記事を読み、世間的に大騒ぎになっていることを自覚したと述べている。
謹慎明けの同年12月20日にBUCK-TICKは「バクチク現象」と題した復活コンサートを群馬音楽センターにて実施、さらに12月29日には同じく「バクチク現象」と題して初となる東京ドーム公演を実施、4万3000人を動員した。群馬音楽センターおよび東京ドーム公演は同年9月下旬もしくは10月上旬頃に開催が決定していた。8か月間活動が休止していた状態からいきなり東京ドーム公演を行うことにためらいがあったメンバーは、事前に別の会場で1回ライブを行うことを計画するも、日本中の様々なホールから使用許可が下りず途方に暮れていた。そんな中、地元である群馬の高崎市にある群馬音楽センターだけが唯一使用許可が下りることとなった。東京ドーム公演では過去作からの選曲で様々な楽曲が演奏されたほか、リリース前であった本作収録曲から「悪の華」「THE WORLD IS YOURS」の2曲が演奏された。しかしヤガミは東京ドームの音響の悪さに苦言を呈しており、「EMPTY GIRL」演奏時に音がズレて反響することやメンバー同士も興奮状態のあまりアイコンタクトもままならずに上手く演奏できなかったと述べている。

## 録音、制作
本作のレコーディングは1989年9月から10月にかけて、ビクター青山スタジオにて行われた。本作では前作のように外部のプロデューサーを起用せず、BUCK-TICKによるセルフプロデュース作品となっている。セルフプロデュースとなった件に関してヤガミトールは、結果として前作は成功したが、本作では勢いやストレートな感覚を重視したためにあえてプロデューサーを起用せずに制作することになったと述べている。
今井による事件を受けて活動自粛していたことに関して、ヤガミはデビュー以来長期間の休暇が取れなかったため、前向きな形でBUCK-TICKについて考える時間が取れたことからBUCK-TICKの将来に向けて「絶対にプラスになるようにしたかった」と意気込みを述べていた。星野英彦は「落ち込まなかったと言ったら嘘になる」と述べながらも、いつ活動再開しても問題ないように準備を整えていたと述べ、樋口豊は同年夏頃からベースに触れることからスタートし、星野から譲り受けた古いギターで曲作りなどを行い、ヤガミとともに個人練習を始めるようになっていた。その後リリースは決定していなかったが、制作の欲求にかられたメンバーはスタジオ入りし、櫻井敦司は1枚目のアルバム『HURRY UP MODE』（1987年）レコーディング時のような雰囲気となったことから新鮮な体験であったと述べている。
本作では初めて樋口が作曲を手掛けたが採用されなかった。また本作には収録されなかったが、シングル「悪の華」のカップリング曲「UNDER THE MOONLIGHT」にて初めて樋口が作詞を手掛けたほか、星野が初めて作詞した曲も収録され、メンバー全員が作詞を手掛けた初のアルバムとなった。星野は本作のために5、6曲程度制作しており、3曲が採用されることとなった。それまで星野は今井から機材を借りて曲作りを行っていたが、自身で8チャンネルのレコーダーやリズムボックスを購入し、本格的なデモテープ制作の環境を整えていた。今井は久しぶりのレコーディングということもあり、肩に力が入りすぎたためにメロディと演奏のバランスが崩れてしまったと後に述べており、前作のダークな要素にメロディを組み込もうとしたが意識しすぎたために「全体がギクシャクしてる」と述べたほか、「全体のトーンもちょっと地味」であると述べている。
謹慎期間に一切ドラムを叩いていなかったヤガミは、加齢による衰えも同時に発生したためにスタジオ入りした後も全くドラムが叩けず、樋口に対して「俺、もうダメだ。BUCK-TICKで叩く自信ねえ」と告げる事態となった。ギターなどは自宅でも練習が可能だが、ドラムはスタジオでなければ本格的な練習ができないことから演奏技術が瞬く間に後退するとヤガミは述べ、元々樋口に説得されて半ば強引にメンバーとなったヤガミはBUCK-TICKを手伝っているという感覚を当時はまだ持っており、いずれ高崎に戻って一般人として生活することを考えていたとも述べている。また、スタジオの帰りにはバイクに乗ったパパラッチに追いかけられるなど大変な出来事が多々あったとヤガミは述べている。

## 音楽性とアルバムタイトル
本作のタイトルである「悪の華」は、映画『気狂いピエロ』（1965年）を視聴したことで櫻井が決定し、収録曲である「悪の華」は映画の世界観から櫻井が感じ取った内容を歌詞にしており、また櫻井は曲を聴くことでリスナーにも映画の主人公になりきって欲しいと述べている。インパクトのある言葉として「悪の華」を発見した櫻井であったが、当初は「悪の華」を英語に翻訳しようと試みるも、漢字のインパクトに勝てないためにBUCK-TICKのアルバムタイトルとして初めて日本語が使用されることとなった。しかし今井による事件後ということもあってスタッフからは賛否両論となり、メンバーとスタッフの間で議論が重ねられたが結果として「悪の華」を超えるタイトルが思いつかなったために決定することとなった。
櫻井は3枚目のアルバム『SEVENTH HEAVEN』（1988年）収録曲であった「VICTIMS OF LOVE」の世界観をさらに追求したいとの欲求があったと述べ、同曲制作時には不完全燃焼の状態で作詞しており、内にこもっていた部分を外に向けて描きたいと追求した結果「絶望感」にたどり着いたと述べている。それを受けて前作が制作されたが、櫻井は本作ではさらに外に目を向けた内容にしたかったとも述べている。また他にも映画『ルートヴィヒ』（1972年）にも影響を受けており、収録曲10曲がそれぞれ世界観を持っていることから櫻井は1曲ごとに声の出し方を意識して変化を付けたと述べている。
今井は1曲目の「NATIONAL MEDIA BOYS」に関しては「とにかく変態的でメロディはキレイで、妙に明るかったりマイナーになったり。グチャグチャにしようって」と述べ、それまでは意図的に避けていた日本的なメロディのロックンロールとして制作したと述べている。歌詞中の「Adolf」とはアドルフ・ヒトラーのことであり、同曲はヒトラーユーゲントに所属していた子供たちを題材にしたかったと述べたほか、詞が完成するまでに1週間程度掛かったと述べている。また、今井はヒトラーの存在を特撮テレビドラマ『仮面ライダーシリーズ』に登場するショッカーのような印象を受けたと述べ、国家を代表する者やその親衛隊が髑髏マークの旗を掲げていることや、演説の際に効果的にライトを当てていることなど存在そのものに興味を抱いたと述べている。2曲目の「幻の都」はアラブ音楽の音階を利用してテンポのいい曲を目指して制作された。
星野は自身が作詞、作曲した「PLEASURE LAND」に関して、元々ビートルズを愛聴していたことから影響されて制作したと述べたほか、曲が完成した時点で作詞も手掛けたいと思い、櫻井が作詞を担当する曲が数多く、大変そうであったことから相談したところ、櫻井から「ヒデがやってみたら」と依頼されたため作詞を手掛けることとなった。星野は自身が制作した3曲においてリードギターならびにギターソロも担当している。

## リリース
1990年2月1日にビクター音楽産業のInvitationレーベルからCD、CTの2形態でリリースされた。
2002年9月19日に、ビクターエンタテインメントのHAPPY HOUSEレーベルから比留間整監修によるデジタルリマスター盤がリリースされ、初回限定盤にはジャケットサイズのオリジナルステッカーが付属されたほか、ボーナス・トラックとして「悪の華 (single version)」および「UNDER THE MOON LIGHT」の2曲が追加収録された。
2007年9月5日には生産限定品として、ビクター所属時代のアルバム全12作品のデジタルリマスター盤が紙ジャケット仕様でリリースされた。同盤には携帯サイズのロゴステッカー・シートが封入されたほか、全タイトルを一括購入すると先着で全タイトル収納ケースがプレゼントされるキャンペーンが行われた。
本作のリリースから25周年となった2015年2月1日には、全収録曲をメンバー監修のもとで比留間整が新たにミックスした音源と、アルバムと同じく比留間がミックスを手がけたシングル「悪の華」のプラチナSHM-CD盤、更に全収録曲のミュージック・ビデオを収めたVHS作品を新たにミックスしたBlu-rayおよびDVD、オリジナル音源をもとにしたアルバムのアナログ盤（LPレコード）、アルバムのブックレットに掲載されたメンバーの写真を大判印刷したポートレートカードなども同梱した『惡の華 -Completeworks-』がリリースされた。BUCK-TICKとしては、LPレコードが新たに制作されたのは3枚目のアルバム『TABOO』（1989年）以来約26年ぶりとなる。リリース前の2014年12月27日にはYouTubeにてトレイラー映像が公開されたほか、本作を担当したディレクターである田中淳一のインタビューや逹瑯（MUCC）、ホリエアツシ（ストレイテナー）、明希（シド）などのコメントが掲載された特設サイトが開設された。リリースと同日には本ボックスより『惡の華 (2015年ミックス版)』のアルバムと映像作品（Blu-ray、DVD）がそれぞれ単品でリリースされ、BUCK-TICK初のハイレゾ音源の配信もリリースされた。発売を記念して、JVCとのコラボレーションでハイレゾ関連機器を共同でアピールするキャンペーンの一環として、シングル『惡の華(2015年ミックス版)』のハイレゾ音源が10,000名限定で無料配信された。

## アートワーク
本作のアートワークはグラフィックデザイナーのサカグチケンが手掛けている。本作のジャケットはカメラマンのブルーノ・ダイアンが撮影した写真が元となっており、ディレクターである田中淳一から写真を見せられたサカグチは感銘を受けたために採用されることとなった。またサカグチはタイポグラフィを独特な物にしたいとの欲求から、古いか新しいか分からないような物として手書きで文字を創作したと述べている。

## ツアー
本作を受けたコンサートツアーは、「悪の華 TOUR」と題して1990年3月2日の大宮ソニックシティ公演から6月26日の群馬音楽センター公演まで、当時のBUCK-TICKとしては史上最大となる47都市全53公演が行われた。しかし、ツアー中の4月15日に櫻井の母が死去したことが伝えられた。櫻井はBUCK-TICKの復帰とともに親孝行が出来ると思っていた矢先の出来事であり、母親の病状や余命について櫻井の兄は把握していたが、櫻井に対しては心配させたくないとの思いからすべて伏せられていた。櫻井は悔しいという思いを抱え、同ツアーのことは何も思い出せないと後に述べている。
同年7月21日には真駒内オープンスタジアムにて実施されたイベントライブ「HOKKAIDO ROCK CIRCUIT'90」に出演したほか、「A Midsummer Night's Dream」と題した初の野外単独公演を8月2日に西武球場、8月5日に大阪駅西コンテナヤードと2回実施。10月6日にはグリーンドーム前橋のこけら落とし公演となるイベントライブ「Great Double Booking」の初日に出演、10月7日には氷室京介が出演した。その後も「5 FOR JAPANESE BABIES」と題したコンサートツアーが12月8日の名古屋市総合体育館 レインボーホール公演から12月29日の新潟市産業振興センター 展示ホール公演まで7都市全8公演行われた。12月12日の日本武道館公演においては、櫻井が冒頭で「思いきりSEXしようぜ。意味わかってんのかよ。SEXしようぜ!」とMCを行い、13曲目の「NATIONAL MEDIA BOYS」の前には「あそこもドンガッテル男の子へ」とMCを行った。また、当日はまだリリース前であった「スピード」および「MY FUNNY VALENTINE」が演奏された。結果として同年にBUCK-TICKは合計65本の公演を行っており、ライブ活動を精力的に行った一年となった。

## 批評
| 専門評論家によるレビュー    | 専門評論家によるレビュー |
| レビュー・スコア            | レビュー・スコア         |
| 出典                        | 評価                     |
| --------------------------- | ------------------------ |
| CDジャーナル                | 肯定的                   |
| BUCK-TICK ~since 1985-2011~ | 肯定的                   |
| B-T DATA                    | 肯定的                   |

音楽情報サイト『CDジャーナル』では、本作がシャルル・ボードレールの詩集『悪の華』（1857年）に影響されたタイトルであると指摘した上で、「耽美性を増した音世界は限りなく美しく、そしてスリリング」と肯定的に評価、書籍『BUCK-TICK ~since 1985-2011~ 史上最強のROCK BAND』では、今井による事件からの復帰作でありながら大人しくはならず「一層退廃的で激しいロックサウンドを引っさげたロックアルバムとなった」と指摘したほか、本作によって確立された作風が後にヴィジュアル系というジャンルを構築する一要素となったと肯定的に評価、書籍『B-T DATA BUCK-TICK 25th Anniversary Edition』では、本作におけるアートワークや楽曲などの統一されたイメージによりBUCK-TICKの存在が決定づけられた作品であると指摘し、「耽美でデカダンスな歌詞、メタリックに歪んだギター、低音を効かせたボーカルなど、これまで以上にメンバーの個性が強調されている」と肯定的に評価しているほか、後のヴィジュアル系バンドに多大な影響を与えていると主張した。

## チャート成績
本作はオリコンチャートにて初登場1位を獲得、登場回数は15回で売り上げ枚数は43.5万枚となった。BUCK-TICKとしては前作『TABOO』に引き続き2作連続で初登場1位を獲得する結果となった。今井の逮捕によりコンサートツアー「TABOO TOUR」が19本中止となり、違約金やグッズの売上が消失したことで事務所側は多額の負債を抱えており、完全復帰しても馬車馬のように働かされると思っていたヤガミであったが、東京ドーム公演の成功と本作がヒットしたことにより負債は帳消しになったという。
本作の売り上げ枚数はBUCK-TICKのアルバム売上ランキングにおいて1位となっている。また、2022年に実施されたねとらぼ調査隊によるBUCK-TICKのアルバム人気ランキングでは8位となった。

## 収録曲

### 一覧
全編曲: BUCK-TICK。
| #         | タイトル                | 作詞      | 作曲      | 時間  |
| --------- | ----------------------- | --------- | --------- | ----- |
| 1.        | 「NATIONAL MEDIA BOYS」 | 今井寿    | 今井寿    | 4:27  |
| 2.        | 「幻の都」              | 桜井敦司  | 今井寿    | 3:59  |
| 3.        | 「LOVE ME」             | 桜井敦司  | 今井寿    | 3:15  |
| 4.        | 「PLEASURE LAND」       | 星野英彦  | 星野英彦  | 5:00  |
| 5.        | 「MISTY BLUE」          | 桜井敦司  | 今井寿    | 4:24  |
| 合計時間: | 合計時間:               | 合計時間: | 合計時間: | 21:05 |

| #         | タイトル               | 作詞         | 作曲      | 時間  |
| --------- | ---------------------- | ------------ | --------- | ----- |
| 6.        | 「DIZZY MOON」         | ヤガミトール | 星野英彦  | 3:26  |
| 7.        | 「SABBAT」             | 桜井敦司     | 星野英彦  | 5:09  |
| 8.        | 「THE WORLD IS YOURS」 | 桜井敦司     | 今井寿    | 4:52  |
| 9.        | 「悪の華」             | 桜井敦司     | 今井寿    | 4:17  |
| 10.       | 「KISS ME GOOD-BYE」   | 桜井敦司     | 今井寿    | 6:19  |
| 合計時間: | 合計時間:              | 合計時間:    | 合計時間: | 24:03 |

| #         | タイトル                    | 作詞         | 作曲      | 時間  |
| --------- | --------------------------- | ------------ | --------- | ----- |
| 1.        | 「NATIONAL MEDIA BOYS」     | 今井寿       | 今井寿    | 4:26  |
| 2.        | 「幻の都」                  | 桜井敦司     | 今井寿    | 3:59  |
| 3.        | 「LOVE ME」                 | 桜井敦司     | 今井寿    | 3:15  |
| 4.        | 「PLEASURE LAND」           | 星野英彦     | 星野英彦  | 5:00  |
| 5.        | 「MISTY BLUE」              | 桜井敦司     | 今井寿    | 4:25  |
| 6.        | 「DIZZY MOON」              | ヤガミトール | 星野英彦  | 3:25  |
| 7.        | 「SABBAT」                  | 桜井敦司     | 星野英彦  | 5:08  |
| 8.        | 「THE WORLD IS YOURS」      | 桜井敦司     | 今井寿    | 4:52  |
| 9.        | 「悪の華」                  | 桜井敦司     | 今井寿    | 4:17  |
| 10.       | 「KISS ME GOOD-BYE」        | 桜井敦司     | 今井寿    | 6:27  |
| 11.       | 「悪の華 (single version)」 | 桜井敦司     | 今井寿    | 4:10  |
| 12.       | 「UNDER THE MOON LIGHT」    | 樋口豊       | 今井寿    | 3:41  |
| 合計時間: | 合計時間:                   | 合計時間:    | 合計時間: | 53:05 |

### 曲解説
1. 「NATIONAL MEDIA BOYS」
歌詞中の「Adolf」とはアドルフ・ヒトラーのことであり、ヒトラーユーゲントに所属していた子供たちを題材にした曲[18]。シンガーソングライターの西寺郷太は「予測不能の展開が続く“メロディの展示会”」のような曲であると述べている[33]。
トリビュート・アルバム『PARADE III 〜RESPECTIVE TRACKS OF BUCK-TICK〜』（2020年）においてはDIR EN GREYによるカバーが収録されている[34][35][36]。
2. 「幻の都」
アラブ音楽の音階を利用してテンポのいい曲を目指して制作された[18]。西寺はアラビア的旋律がローリング・ストーンズの楽曲「黒くぬれ!」（1966年）の和製版であると主張している[33]。
3. 「LOVE ME」
西寺は本曲について「トンネルの中のようなエフェクトの渦の中、究極のポップネスが鳴り響く」と表現している[33]。
noodlesによるカバー・アルバム『MAKE UP TO BREAK UP』（2013年）にてカバーが収録されたほか[37][38]、『PARADE III 〜RESPECTIVE TRACKS OF BUCK-TICK〜』においてCUBE JUICEによるカバーが収録されている[34][35][36]。
4. 「PLEASURE LAND」
初めて星野が作詞を手掛けた曲[13]。星野によれば、曲の完成時に作詞も手掛けたいと思ったために作詞することとなった[13]。本作と同時期には同じスタジオでドラマーの村上秀一がレコーディングを行っており、ドラムスのチューニングをしていた際に「これからバラードを録るんです」と話しかけたところ、村上は「ちょっと、貸してみ」と述べドラムのチューニングを行った上で「俺はこんな感じだな」と述べたという[39]。結果として本曲は村上のチューニングしたドラムスでレコーディングが行われており、ヤガミは「いい結果になったと思います」と述べている[39]。
5. 「MISTY BLUE」
6. 「DIZZY MOON」
7. 「SABBAT」
中東系の要素が入っている[13]。星野は本曲のようなフレーズが好きであると述べている[13]。
8. 「THE WORLD IS YOURS」
9. 「悪の華」
2枚目のシングル曲。アルバムバージョンとなっており、シンプルなバンドサウンドであるシングルバージョンとは違い、キーボードが導入されており、曲の終わり方も異なる。詳細は「悪の華」を参照。
10. 「KISS ME GOOD-BYE」

### 『惡の華 -Completeworks-』収録内容
- Disc-1: アルバム『惡の華（2015年ミックス版）』＜プラチナSHM-CD＞
- Disc-2: シングル『惡の華（2015年ミックス版）』＜プラチナSHM-CD＞
- Disc-3:ビデオアルバム『惡の華（2015年ミックス版）』＜Blu-ray＞
- Disc-4:ビデオアルバム『惡の華（2015年ミックス版）』＜DVD＞
- Disc-5:LP『惡の華（1990年オリジナル版）』

## スタッフ・クレジット

### BUCK-TICK
- ATSUSHI - ボーカル
- HISASHI - ギター
- HIDE - ギター
- U-TA - ベース
- TOLL - ドラムス

### スタッフ
- BUCK-TICK - プロデューサー
- 中山努 - コ・プロデューサー
- ウィル・ゴズリン - レコーディング・エンジニア
- 金沢淳 - アシスタント・エンジニア
- 田中淳一 - ディレクター
- 山崎ジュンコ - コーディネーター
- SHAKE HANDS INC. - アーティスト・マネージメント
- 枡岡慶彦 - マネージャー
- 浅見繁男 - ロード・スタッフ
- 小嶋人志 - ロード・スタッフ
- 豊島直己 - プロモーター
- サカグチケン - グラフィック・デザイン
- ブルーノ・ダイアン - 写真撮影
- 渡辺さゆり - スタイリスト
- きのみどり - ヘアーメイク
- おみひろこ - ヘアーメイク
- ふるはしまこと - コーディネーター
- 石田東 - コーディネーター
- 高木修 - スーパーバイザー
- 樋口和光 - スーパーバイザー
- パール楽器製造 - スペシャル・サンクス
- グレコ - スペシャル・サンクス
- フェルナンデス - スペシャル・サンクス
- ワークスギャラリー - スペシャル・サンクス
- 渋谷ファミリー - スペシャル・サンクス
- ジャパン・パーカッション・センター - スペシャル・サンクス

## リリース履歴
| No. | 日付          | レーベル                                | 規格               | 規格品番                                  | 最高順位 | 備考                                                                                               |
| --- | ------------- | --------------------------------------- | ------------------ | ----------------------------------------- | -------- | -------------------------------------------------------------------------------------------------- |
| 1   | 1990年2月1日  | ビクター音楽産業／Invitation            | CD CT              | VICL-2 (CD) VITL-2 (CT)                   | 1位      | |
| 2   | 2002年9月19日 | ビクターエンタテインメント／HAPPY HOUSE | CD                 | VICL-60984（初回盤） VICL-60964（通常盤） | -        | デジタルリマスター盤（監修：比留間整） 初回盤のみボーナストラック2曲収録、オリジナルステッカー封入 |
| 3   | 2007年9月5日  | ビクターエンタテインメント／Invitation  | CD                 | VICL-62544                                | -        | デジタルリマスター盤、紙ジャケット仕様                                                             |
| 4   | 2015年2月1日  | ビクターエンタテインメント              | 2CD+Blu-ray+DVD+LP | VIZL-772                                  | -        | 『惡の華 -Completeworks-』としてリリース                                                           |
| 5   | 2015年2月1日  | ビクターエンタテインメント              | CD                 | VICL-78002                                | -        | アルバム『惡の華（2015年ミックス版）』＜プラチナSHM＞の単体リリース                                |